# Miopica paradoxa
Miopica paradoxa ist eine ausgestorbene Art der Rabenvögel (Corvidae), die im späten Miozän in Europa lebte. Sie ist die einzige Vertreterin der Gattung Miopica.

## Merkmale
Miopica paradoxa war ein mittelgroßer Rabenvogel und entsprach in der Körpergröße etwa einem Eichelhäher (Garrulus glandarius). In den Maßen des Skeletts zeigt M. paradoxa Überschneidungen mit heute lebenden Rabenvögeln mittlerer Größe, jedoch keine eindeutigen Affinitäten zu einem rezenten Taxon. Am meisten Ähnlichkeit hat M. paradoxa in osteologischer Sicht mit der Elster (Pica pica). 

## Systematik und Taxonomie
Miopica paradoxa wurde 2004 von Jewgeni Nikolajewitsch Kurotschkin und Denis Sobolew anhand einer fossilen proximalen Epiphyse der rechten Elle aus dem ukrainischen Bilka (NNPM 48-7113) beschrieben, die als Holotypus diente. Eine distale Epyphyse des gleichen Knochens aus Nowa Emetiwka (NNPM 25-1448) wurde als zusätzliches Material herangezogen. Beide Fossilien stammten aus der mittleren Meotis, einer lokalen Formation des Pontiums und sind somit zwischen 5,3 und 7,2 Millionen Jahre alt. Die Autoren wählten den Namen Miopica für die Gattung, um einerseits die zeitliche Einordnung (Miozän) und andererseits die Ähnlichkeit zu den Echten Elstern (Pica) zu unterstreichen. Das Epitheton paradoxa bezieht sich auf die verschiedenen Eigenschaften rezenter Rabenvögel, die die Überreste von Miopica in sich vereinen.
Miopica ist eine der frühsten bekannten Gattungen der Rabenvögel; lediglich die ebenfalls aus dem europäischen Miozän stammende Gattung Miocorvus und Miocitta aus Nordamerika besitzen ein ähnliches Alter, ein osteologischer Vergleich steht jedoch bislang aus. Auch die Beziehungen zu anderen, lebenden Gattungen der Corvidae sind unklar. Da sich die Rabenvögel untereinander in osteologischer Hinsicht stark ähneln, ohne dass dies Aufschluss über die Verwandtschaftsverhältnisse gibt, ist eine systematische Einordnung bislang nicht möglich. Das Alter der Gattung lässt jedoch auf einen ursprünglichen Vertreter und möglichen Vorfahren eurasischer Gattungen schließen.